# Луїджі Сала
Луїджі Сала (італ. Luigi Sala, нар. 21 лютого 1974, Маріано-Коменсе) — італійський футболіст, що грав на позиції центрального захисника за низку італійських клубних команд. Чемпіон Італії у складі «Мілана».

## Ігрова кар'єра
Народився 21 лютого 1974 року в Маріано-Коменсе. Вихованець футбольної школи клубу «Комо». Дорослу футбольну кар'єру розпочав 1992 року на рівні Серії C1 в основній команді того ж клубу, в якій провів три сезони, взявши участь у 61 матчі чемпіонату, причому останній сезон — вже на рівні Серії B. 
1995 перейшов до вищолігового на той час «Барі», де протягом трьох сезонів був гравцем основного складу. Граючи за цю команду, зарекомендував себе як один із найнадійніших захисників італійської першості, завдяки чого 1998 року був запрошений до «Мілана». У складі «россонері» відразу став одним з основних центральних захисників і у першому ж сезоні 1998/99 допоміг команді вибороти титул чемпіона Італії. Загалом провів у Мілані три сезони своєї кар'єри.
Влітку 2001 року перейшов до «Аталанти», кольори якої захищав до 2005 року, із перервою на оренду до «К'єво» в сезоні 2003/04 .
Згодом три сезони відіграв у «Сампдорії», після чого приєднався до «Удінезе», за який провів лише декілька ігор по ходу сезону 2008/09, його останнього на рівні Серії А.
Завершував ігрову кар'єру у друголіговому «АльбіноЛеффе», за яки виступав протягом 2009—2011 років.

## Статистика виступів

### Статистика клубних виступів
| Сезон                    | Команда                  | Чемпіонат                | Чемпіонат | Чемпіонат | Національний кубок | Національний кубок | Національний кубок | Континентальні кубки | Континентальні кубки | Континентальні кубки | Інші змагання | Інші змагання | Інші змагання | Усього | Усього |
| Сезон                    | Команда                  | Ліга                     | Ігор      | Голів     | Ліга               | Ігор               | Голів              | Ліга                 | Ігор                 | Голів                | Ліга          | Ігор          | Голів         | Ігор   | Голів  |
| ------------------------ | ------------------------ | ------------------------ | --------- | --------- | ------------------ | ------------------ | ------------------ | -------------------- | -------------------- | -------------------- | ------------- | ------------- | ------------- | ------ | ------ |
| 1992–93                  | «Комо»                   | C1                       | 3         | 0         | КІ+КІ-C            | 0+4                | 0                  | -                    | -                    | -                    | -             | -             | -             | 7      | 0      |
| 1993–94                  | «Комо»                   | C1                       | 24+1      | 0         | КІ+КІ-C            | 1+3                | 0                  | -                    | -                    | -                    | -             | -             | -             | 29     | 0      |
| 1994–95                  | «Комо»                   | B                        | 33        | 1         | КІ                 | 3                  | 0                  | -                    | -                    | -                    | -             | -             | -             | 36     | 1      |
| Усього за «Комо»         | Усього за «Комо»         | Усього за «Комо»         | 60+1      | 1         |                    | 11                 | 0                  |                      | -                    | -                    |               | -             | -             | 72     | 1      |
| 1995–96                  | «Барі»                   | A                        | 26        | 2         | КІ                 | 1                  | 0                  | -                    | -                    | -                    | -             | -             | -             | 27     | 2      |
| 1996–97                  | «Барі»                   | B                        | 33        | 1         | КІ                 | 2                  | 0                  | -                    | -                    | -                    | -             | -             | -             | 35     | 1      |
| 1997–98                  | «Барі»                   | A                        | 30        | 1         | КІ                 | 3                  | 0                  | -                    | -                    | -                    | -             | -             | -             | 33     | 1      |
| Усього за «Барі»         | Усього за «Барі»         | Усього за «Барі»         | 89        | 4         |                    | 6                  | 0                  |                      | -                    | -                    |               | -             | -             | 95     | 4      |
| 1998–99                  | «Мілан»                  | A                        | 24        | 0         | КІ                 | 1                  | 0                  | -                    | -                    | -                    | -             | -             | -             | 25     | 0      |
| 1999–00                  | «Мілан»                  | A                        | 20        | 0         | КІ                 | 3                  | 0                  | ЛЧ                   | 1                    | 0                    | СК            | 0             | 0             | 24     | 0      |
| 2000–01                  | «Мілан»                  | A                        | 13        | 1         | КІ                 | 3                  | 0                  | ЛЧ                   | 4                    | 0                    | -             | -             | -             | 20     | 1      |
| Усього за «Мілан»        | Усього за «Мілан»        | Усього за «Мілан»        | 57        | 1         |                    | 7                  | 0                  |                      | 5                    | 0                    |               | 0             | 0             | 69     | 1      |
| 2001–02                  | «Аталанта»               | A                        | 31        | 4         | КІ                 | 4                  | 0                  | -                    | -                    | -                    | -             | -             | -             | 35     | 4      |
| 2002–03                  | «Аталанта»               | A                        | 30+1      | 3         | КІ                 | 1                  | 0                  | -                    | -                    | -                    | -             | -             | -             | 32     | 3      |
| 2003–04                  | «К'єво»                  | A                        | 17        | 2         | КІ                 | 1                  | 0                  | -                    | -                    | -                    | -             | -             | -             | 18     | 2      |
| 2004–05                  | «Аталанта»               | A                        | 29        | 3         | КІ                 | 8                  | 1                  | -                    | -                    | -                    | -             | -             | -             | 37     | 4      |
| Усього за «Аталанту»     | Усього за «Аталанту»     | Усього за «Аталанту»     | 90+1      | 10        |                    | 13                 | 1                  |                      | -                    | -                    |               | -             | -             | 104    | 11     |
| 2005–06                  | «Сампдорія»              | A                        | 24        | 0         | КІ                 | 2                  | 0                  | КУЄФА                | 4                    | 0                    | -             | -             | -             | 30     | 0      |
| 2006–07                  | «Сампдорія»              | A                        | 24        | 0         | КІ                 | 8                  | 1                  | -                    | -                    | -                    | -             | -             | -             | 32     | 1      |
| 2007–08                  | «Сампдорія»              | A                        | 26        | 1         | КІ                 | 3                  | 1                  | Інт+КУЄФА            | 2+3                  | 0+0                  | -             | -             | -             | 34     | 2      |
| Усього за «Сампдорію»    | Усього за «Сампдорію»    | Усього за «Сампдорію»    | 74        | 1         |                    | 13                 | 2                  |                      | 9                    | 0                    |               | -             | -             | 96     | 3      |
| 2008–09                  | «Удінезе»                | A                        | 2         | 0         | КІ                 | 1                  | 0                  | КУЄФА                | 1                    | 0                    | -             | -             | -             | 4      | 0      |
| 2009–10                  | «АльбіноЛеффе»           | B                        | 28        | 3         | КІ                 | 1                  | 0                  | -                    | -                    | -                    | -             | -             | -             | 29     | 3      |
| 2010–11                  | «АльбіноЛеффе»           | B                        | 31        | 2         | КІ                 | 0                  | 0                  | -                    | -                    | -                    | -             | -             | -             | 31     | 2      |
| Усього за «АльбіноЛеффе» | Усього за «АльбіноЛеффе» | Усього за «АльбіноЛеффе» | 59        | 5         |                    | 2                  | 0                  |                      | -                    | -                    |               | -             | -             | 61     | 5      |
| Усього за кар'єру        | Усього за кар'єру        | Усього за кар'єру        | 448+2     | 24        |                    | 53                 | 3                  |                      | 15                   | 0                    |               | 0             | 0             | 519    | 27     |

## Титули і досягнення
- Чемпіон Італії (1):

«Мілан»: 1998-1999